# I Wanted Wings
I Wanted Wings (br: Revoada das Águias) é um filme estadunidense de 1941, do gênero drama, dirigido por Mitchell Leisen e estrelado por Ray Milland e William Holden. O filme é especialmente lembrado pelas espetaculares cenas aéreas, que lhe deram o Oscar de Efeitos Especiais, e por ter revelado ao mundo uma nova estrela: Veronica Lake, cujo penteado, com longos cabelos louros caindo sobre um olho, virou moda.

## Sinopse
Um playboy rico (Jeff Young), um mecânico de automóveis (Al Ludlow) e um atleta colegial (Tom Cassidy), encontram-se em uma unidade de treinamento da Força Aérea dos Estados Unidos, onde tentam tornar-se pilotos. Suas vidas profissionais e pessoais são afetadas por uma jornalista à procura de uma boa reportagem (Carolyn Bartlett), que se envolve com Jeff, e por uma loura sensual (Sally Vaughn), que seduz Al.

## Elenco
| Ator/Atriz        | Personagem                |
| ----------------- | ------------------------- |
| Ray Milland       | Jeff Young                |
| William Holden    | Al Ludlow                 |
| Wayne Morris      | Tom Cassidy               |
| Brian Donlevy     | Capitão Mercer            |
| Constance Moore   | Carolyn Bartlett          |
| Veronica Lake     | Sally Vaughn              |
| Harry Davenport   | Sandbags Riley            |
| Phil Brown        | Jimmy Masters             |
| Herbert Rawlinson | Mr. Young (não-creditado) |

## Principais premiações
| Prêmio | Categoria                  | Situação |
| ------ | -------------------------- | -------- |
| Oscar  | Melhores Efeitos Especiais | Vencedor |